# Элой (персонаж)
Эло́й (англ. Aloy) — главная героиня компьютерных игр Horizon Zero Dawn и Horizon Forbidden West, разработанных нидерландской студией Guerrilla Games.
По сюжету игр, Элой — молодая девушка, выросшая в постапокалиптическом племенном обществе спустя сотни лет после наших дней, но бывшая изгоем со времени своего рождения. Взрослея, героиня тренировала в себе навыки воина, чтобы избавиться от клейма изгоя в племени и узнать обстоятельства своего рождения и изгнания из этого сообщества. Перенеся покушение и едва избежав смерти, взрослая Элой отправляется в путешествие с целью поиска информации о незнакомцах, напавших на её племя, и о причинах этого нападения. По мере открывающихся новых знаний об окружающем мире девушке приходится спасать этот мир от нескольких последовательных угроз уничтожения. Элой представлена как успешная охотница на «машины» — фантастических звероподобных роботов, которыми населён данный постапокалиптический мир. В силу своей сообразительности и любознательности, героиня успешно учится использовать высокотехнологичные артефакты прошлого, которые являются загадочными и непонятными для её современников, и использует эти устройства во время своего путешествия. В серии игр также раскрывается душевная травма Элой, вызванная её изгойством и одиночеством в детстве и отражающаяся на взаимоотношениях с другими персонажами во взрослой жизни.
Элой была придумана студией Guerrilla Games, которая хотела создать сильного и героического женского персонажа в рамках своей совершенно новой игры. Лицо героини было создано на основе внешности нидерландской актрисы Ханны Хукстры; роль персонажа при озвучивании на английском языке и в сценах захвата движения исполняет американская актриса Эшли Бёрч.
Дебютировав в Horizon Zero Dawn, Элой произвела впечатление на журналистов игровых изданий и удостоилась от них в основном высоких оценок за свой дизайн и образ, получила культовый статус и узнаваемость в сообществе геймеров, а также была использована в нескольких сторонних играх как «приглашённый» персонаж. Образ Элой в Horizon Forbidden West, напротив, получил как положительные, так и отрицательные отзывы прессы: одни рецензенты позитивно оценивают идею личностного роста Элой, продемонстрированного в игре и, в особенности, в дополнении Burning Shores, другие — считают героиню менее интересной и более скучной, чем второстепенные персонажи, а также относят её к архетипу Мэри Сью. В то же время актёрская игра Эшли Бёрч в роли Элой неизменно удостаивалась высоких оценок критиков, а сама Бёрч была номинирована за эту работу на несколько игровых премий.

## Характеристика

Элой в юности

Элой — представительница племенного общества, повзрослевшая лишь к началу основных событий игры Horizon Zero Dawn. Она выросла в охотничьем племени под названием «Нора», но с самого рождения считалась изгоем, росла в дикой природе за пределами поселений соплеменников, а сами эти соплеменники относились к ней не лучшим образом, так как даже разговоры с изгоями противоречили обычаям Нора. Элой никогда не знала своих настоящих матери и отца: её воспитывал приёмный отец Раст, который тоже являлся изгоем. Героине никто не рассказывал, при каких обстоятельствах она стала изгоем и где её родители. Поэтому у Элой есть цель: узнать эту информацию. Единственный способ сделать это — пройти обряд «Инициации», практикуемый Нора, в результате чего героиня не только лишится статуса изгоя, но и получит от матриархов (вождей своего племени) своеобразный подарок — информацию о своём прошлом. И Элой ещё в детстве ставит себе цель пройти этот обряд, для чего упорно тренируется под руководством Раста и к моменту совершеннолетия уже имеет хороший набор охотничьих навыков. Журналисты игровых изданий рассчитывают возраст Элой на момент начала основных событий Horizon Zero Dawn как 18 или 19 лет, на момент начала событий Horizon Forbidden West — 19—20 лет. В это время Элой, как и её соплеменники, с помощью примитивного лука и стрел охотится на машины — звероподобных роботов, враждебных людям и смертельно опасных для них.
Племя, в котором выросла Элой, имеет строгое табу на исследование и использование древних технологий, созданных людьми прошлого — предтечами (англ. Old Ones). Несмотря на это, сама героиня испытывает к этим технологиям интерес, изучает древние артефакты и узнаёт, как их использовать. Так в шестилетнем возрасте девочка учится пользоваться найденным ею визором (англ. Focus) — древним гаджетом, который закрепляется над ухом и позволяет через дополненную реальность получить доступ к некоторым высокотехнологичным способностям. Взрослая Элой, обнаружив, что робот-захватчик умеет подчинять себе других роботов, изучает механизмы убитого захватчика и сама получает возможность подчинять роботов себе, чтобы машины помогали героине в бою, а также могли служить ей средствами передвижения наподобие лошадей. По словам сценариста Horizon Zero Dawn Джона Гонзалеса, Элой «очень умна, очень сообразительна» и «усваивает информацию с удивительной лёгкостью и быстротой». Любопытство героини побуждает её отправиться в путешествие за пределы своего племени, чтобы раскрыть тайны мира.
Путешествуя и посещая древние катакомбы, Элой постепенно находит ответы на свои вопросы, в том числе об обстоятельствах своего появления на свет. Она узнаёт о существовании системы терраформирования, которая некогда работала под управлением искусственного интеллекта по имени ГЕЯ, созданного предтечами, а к настоящему времени вышла из-под контроля. Вынужденная самоуничтожиться, ГЕЯ успела отдать команду о «рождении» Элой на станции клонирования для того, чтобы та, повзрослев, нашла способ стабилизировать систему и спасти мир от вымирания. Элой — клон Элизабет Собек, которая возглавляла проект системы терраформирования, и потому имеет доступ ко всем генетическим замкам этой системы. Таким образом, Элой узнаёт о своей миссии по спасению мира, выполнить которую может только она.
За время своего пути Элой превращается в известную и уважаемую во всём регионе охотницу на машины. Героиня также получает титул «Спасительница Меридиана» после успешной обороны города Меридиана от культа «Затмения» и контролируемых им машин. По словам Гонзалеса, Элой в силу особенностей своего характера всегда готова оказать помощь нуждающимся, причём даже в ущерб себе.
В игре Horizon Forbidden West у Элой появляется собственная база, где героиня возвращает к жизни Гею и собирает своих соратников, чтобы сообща выполнить необходимые задачи на Запретном Западе. Девушка встречает ещё одного существующего клона Элизабет Собек по имени Бета; сценаристка игры Энни Китейн назвала отношения Элой и Беты «сердцем и душой этой истории». В ходе игры Элой также приобретает возможность летать по игровому миру, используя летающую машину. В дополнении Horizon Forbidden West: Burning Shores героиня знакомится с Сейкой — такой же бесстрашной воительницей с визором, как и она сама; отношения Элой и Сейки на протяжении дополнения выходят за рамки простого сотрудничества.

## Появления

### Horizon Zero Dawn
Впервые Элой появляется в игре Horizon Zero Dawn в качестве главной героини, где показано в том числе её взросление. Ранние годы жизни Элой проходят в тренировках под руководством Раста: девочка хочет узнать тайны своей жизни, а это возможно только после успешного прохождения Инициации (англ. The Proving) — испытания, которое воссоединит Элой с её племенем. Элой побеждает в Инициации, однако на племя совершается нападение загадочной группы воинов с тяжёлым оружием из внешнего мира, и героиня чуть не погибает; её спасает Раст ценой своей жизни.
Элой узнаёт обстоятельства начала своей жизни с Нора: новорождённая девочка была обнаружена внутри горы у Великой матери — большой закрытой двери, которую Нора почитают как богиню. Поэтому одни соплеменники считали Элой даром, а другие — проклятием; в итоге Элой было разрешено остаться в живых, но, согласно правилам Нора, она была признана изгоем и была отдана на попечение другому изгою — Расту. Матриархи хотят узнать, что за люди атаковали Нора, и поэтому назначают Элой Искателем, что позволяет ей покинуть земли Нора и отправиться на поиски ответов.
Элой ищет ответы на свои вопросы и оказывается вовлечённой в борьбу против «Затмения» — культа, стремящегося к разрушению мира. Через свой визор героиня знакомится с Сайленсом — странником, умеющим пользоваться технологиями предтеч и в своё время приложившим руку к созданию «Затмения»; теперь же он помогает героине в поисках нужной ей информации. Элой не до конца доверяет Сайленсу, но всё же решает следовать его советам. В конце концов, Элой получает доступ к информации, которая позволит ей открыть дверь, возле которой она была найдена в младенчестве, однако попадает в плен к культистам. Освободиться ей помогает Сайленс. Узнав о нападении больших сил культистов на племя Нора, Элой возвращается домой и помогает соплеменникам отбиться от врага. Также она успешно открывает дверь Великой матери, которая оказывается станцией клонирования, где Элой появилась на свет.
Элой выясняет, что агрессивный искусственный интеллект АИД пытается уничтожить мир. Именно восстановление и активация АИДа является целью «Затмения». При помощи Сайленса, который, по собственным словам, решил искупить вину, помогая Элой, девушка надеется победить АИДа. Она отправляется в крупный город Меридиан и предупреждает его руководство о надвигающейся атаке культистов. Далее Элой организует оборону города и Шпиля, к которому планируют получить доступ культисты, чтобы АИД дистанционно передал информацию древним роботам-истребителям, покоящимся под землёй, и активировал их, чтобы они начали уничтожать биомассу. Культистам не удаётся реализовать свои планы: Элой участвует в битве вместе с гарнизоном Меридиана и побеждает «Затмение», после чего деактивирует АИДа.
Игра заканчивается тем, что Элой, относящаяся к Элизабет Собек как к своей матери и слушающая записи, оставленные ею при жизни, прибывает к месту гибели Элизабет.

### Horizon Zero Dawn: The Frozen Wilds
Элой является главной героиней The Frozen Wilds — официального дополнения к Horizon Zero Dawn, сюжет которого напрямую не связан с основной сюжетной линией игры. В рамках данного дополнения Элой отправляется на север, в земли племени Банук. Прибыв туда, героиня оказывается вовлечена в проблемы этого племени. Местный вождь Аратак рассказывает ей о пропаже шамана — Оуреи. Элой отправляется на поиски Оуреи и находит её в постройке предтеч, которая была преобразована в святилище Банук. В нём находится искусственный интеллект, которому они поклоняются, называя Душой. Элой устанавливает связь с Душой, та предупреждает Оурею, что её передачи блокируются демоном, и просит о помощи. Элой соглашается помочь Оурее спасти Душу, однако на это нужна воля вождя, и единственный способ для Элой получить это одобрение — самой стать вождём, для чего следует бросить вызов Аратаку.
Элой бросает вызов Аратаку, но поединок срывается, когда на место его проведения приходят машины. Аратак и Элой объединяются, чтобы обезвредить их, и затем вождь, впечатлённый навыками Элой, признаёт победительницей её и уступает ей лидерство. После этого девушка вместе с Оуреей и Аратаком проникает в комплекс предтеч, где они обезвреживают демона, однако Оурея при этом погибает, а Элой с Аратаком едва успевают спастись из разрушающегося комплекса. Душа оказывается спасённой, Аратак благодарит Элой за помощь с победой над демоном, и девушка возвращает ему лидерство над его народом.

### Horizon Forbidden West

Элой в игре Horizon Forbidden West

Элой является главной героиней игры Horizon Forbidden West — сюжетного продолжения Horizon Zero Dawn. Действие новой игры происходит через полгода после завершения Horizon Zero Dawn, когда в ночь после успешной обороны города Меридиана от захватчиков культа «Затмение» Элой тайком сбежала с празднования победы и отправилась в путешествие, чтобы найти копию самоуничтожившейся Геи и исправить развитие жизни на планете, которое без управления Геи начинает идти неправильным путём, угрожая всему живому. Элой считает, что вследствие её генетической связи с Элизабет Собек никто кроме неё не сможет спасти мир, а потому она вынуждена решать эту проблему самостоятельно, принимая все риски для жизни.
После безуспешного обыска главной героиней руин очередного комплекса соплеменник Варл, выследивший Элой, убеждает девушку вернуться в Меридиан, чтобы поискать ответы там. В Меридиане Элой узнаёт, что Сайленс, её старый знакомый, после битвы в Меридиане украл Аида. С целью найти Сайленса и копию Геи героиня отправляется на Запретный Запад.
В землях племени Карха, которые лежат на пути на Запретный Запад, Элой пользуется своей репутацией Спасительницы Меридиана, а также помогает местным обитателям, чтобы пройти ряд препятствий. Последним из них является Посольство — ритуал, который должны провести представители Карха и обитатели Запретного Запада, племя Тенакт, чтобы границы между Западом и Востоком были открыты. Посольство начинается в присутствии Элой, однако внезапно нападают мятежники Тенакт под руководством Регаллы, убивающие практически всех представителей обеих сторон, участвующих в Посольстве. Немногочисленные выжившие вместе с Элой дают отпор бойцам Регаллы, а сама девушка побеждает сильнейшего воина Регаллы, что даёт ей известность среди Тенакт.
«Наиболее сильное повествовательное напряжение возникает из-за взаимодействия Элой с людьми, чья вера кажется ей неуместной. „Почему каждый жрец считает, что слепая вера — ответ на всё?“ — говорит она себе в какой-то момент, подчёркивая скептический гуманизм, определяющий её взгляды на мир».
На испытательном полигоне Латополис Элой впервые сталкивается с «зенитами» — представителями предтеч, победившими старость и вернувшимися на Землю после космического путешествия, чтобы также достать копию Геи, а затем улететь в поисках места, где Гея могла бы создать жизнь, поскольку Земля обречена. Эти люди неуязвимы для стрел и любого другого оружия туземцев. Среди них находится ещё один клон Элизабет Собек, Бета, которая нужна «зенитам», чтобы обойти систему защиты, завязанную на личность Собек. «Зениты» пытаются уничтожить Элой, но ей удаётся сбежать через затопленные водой области комплекса, где девушка едва не тонет из-за сильного течения. Элой спасает Варл, который относит её в ближайшее поселение. Девушке удаётся сохранить с собой копию Геи, взятую из Латополиса, но без подфункций — такую же получили и «зениты». После выздоровления Элой с Варлом и новой знакомой Зо отправляется в заброшенный центр управления, где ей удаётся развернуть и активировать Гею, установив найденную здесь одну из подсистем. Это место становится базой Элой, в нём она отныне собирает свою команду.
Главной задачей Элой становится поиск различных подсистем Геи, разбросанных по Запретному Западу, а также получение допуска высшего уровня для управления главной из этих подсистем. Каждая локация, в которой спрятана одна из подсистем, сопровождается для Элой приключениями, в которых персонажи нуждаются в помощи, а Элой им помогает, попутно достигая своих собственных целей. За это время девушка завоёвывает ещё большую популярность в округе: она защищает Хекарро — лидера Тенакт — от мятежников Регаллы, а также становится «живой легендой» — воплощением настоящей Элизабет Собек в глазах племени исследователей прошлого Квен, представители которого прибыли на американский континент из-за океана. К команде Элой присоединяются всё новые люди, и к концу сбора всей информации, необходимой для получения последней подсистемы — Гефеста — команда состоит из семерых человек, включая Бету, которая сбежала от «зенитов» и присоединилась к Элой.
Тем временем одна из «зенитов» — Тильда — которая столетия назад имела романтические отношения с Элизабет Собек, узнаёт историю жизни Элой, восхищается ею, сравнивая героиню со своей бывшей возлюбленной, и решает взять девушку с собой, чтобы улететь с Земли вместе с ней. По этой причине она оставляет Элой в живых, когда «зениты» обнаруживают девушку и её команду во время их попытки поймать очередную подфункцию Геи. Элой приходит в себя в бункере Тильды обескураженная тем, что Варл убит, а Бета пленена «зенитами». Тильда лжёт Элой, что решила избавиться с её помощью от других «зенитов» и воплотить мечту Собек о построении нового мира на Земле, но уже с базой знаний из прошлой эпохи.
Тильда рассказывает Элой правдивую информацию о плане Сайленса — натравить племя Тенакт под руководством Регаллы на «зенитов», чтобы тем временем пробраться на базу, деактивировать щиты «зенитов» с помощью изобретённого им оружия и победить их. Однако Элой не соглашается допустить того, чтобы множество людей погибло при штурме, и придумывает другой вариант — заполучить и использовать оружие, изобретённое Сайленсом, но при этом не допустить напрасных жертв среди Тенакт. Вернувшись к приключениям, Элой берёт под контроль летающую машину и, когда мятежники Регаллы нападают на остальных Тенакт с целью взять под свой контроль племя, нейтрализует машины с воздуха и побеждает в схватке с Регаллой один на один.
Напав со своей командой на «Дальний зенит» и при помощи Беты, находящейся в комплексе, герои побеждают. При этом девушка узнаёт о настоящих целях «зенитов» и о целях Тильды, а также о новой опасности, грозящей Земле и не оставляющей, казалось бы, никаких шансов на выживание этой планеты. Когда Элой отказывается улетать с Тильдой, та пытается нейтрализовать её силой, и в поединке Элой побеждает Тильду. Следующим, кто хочет улететь с Земли и взять с собой Элой, становится Сайленс, но Элой отказывается и от его предложения (поскольку, несмотря ни на какие риски, хочет придумать план по спасению Земли), в результате чего Сайленс передумывает покидать Землю и остаётся с командой.
В конце игры Элой признаёт, что, благодаря своей команде, впервые в жизни не чувствует себя одинокой. Она вместе со своей командой готовится к тяжёлой битве с ещё более опасным злом.

### Horizon Forbidden West: Burning Shores
Приключения Элой продолжаются в Burning Shores — официальном дополнении к игре Horizon Forbidden West, где она является главной героиней. После победы над «зенитами» Элой летит на территорию бывшего Лос-Анджелеса, к югу от земель Тенакт, чтобы найти и остановить «зенита» Лондру, избежавшего гибели. Там девушка сталкивается с башней, которая уничтожает дальнобойными атаками всё, что приближается слишком близко к ней. Атакованная башней, Элой теряет светокрыла, на котором прилетела, и падает на остров, где сталкивается с Сейкой — воительницей племени Квен, часть которого попала в беду и остановилась на местных островах. Та пытается найти своих людей и, в частности, сестру, которые пропали на островах, и цель её путешествия оказывается схожей с целью главной героини. Сейка и Элой действуют совместно, сражаясь против машин, ища пути через руины и разгадывая загадки, и всё больше сближаются друг с другом. Они попадают на базу Лондры, где, обманом внедрившись в ряды фанатиков Квен, считающих Лондру божеством, рушат его план улететь с Земли на вновь созданном космическом корабле, который попутно загрязнил бы окрестные земли радиоактивными отходами. Соратницы спасают от «зенита» сестру Сейки и других Квен; Сейка и Элой открывают друг другу свои секреты, и Сейка стойко переносит новость о том, что мир с высокой долей вероятности будет уничтожен в обозримом будущем; также подругам приходится вместе летать на машине (что является новым для Сейки опытом), избегая опасных атак новой башни Лондры.
Одерживая над Лондрой победу за победой, соратницы не оставляют «зениту» ничего другого, кроме как оживить Гора — гигантскую боевую машину — и попробовать одолеть Элой и Сейку с помощью неё. Подруги решают использовать свою ловкость и маленький размер против неповоротливости и старости Гора. Пока Элой атакует Гора с земли, Сейка, научившаяся летать на машине, кружит вокруг противника, отвлекая его. Пробравшись внутрь Гора, Элой убивает Лондру. После победы над «зенитом» между Элой и Сейкой происходит последний разговор, в ходе которого Сейка признаётся Элой в своих чувствах к ней. Далее в зависимости от выбора игрока может иметь место романтическая сцена с любовным поцелуем Элой и Сейки либо объяснение Элой, почему главная героиня не может ответить подруге взаимностью. После любой из этих сцен соратницы расстаются из-за того, что каждой из них предстоит своя миссия.

### Другая продукция
В 2020 году великобританское издательство комиксов Titan Comics выпустило графический роман «Horizon Zero Dawn. Ястреб Солнца» (англ. Horizon Zero Dawn: Sunhawk) в пяти выпусках, в котором присутствует Элой. Сценаристом произведения стала Энн Тул, принимавшая участие в работе над сценарием Horizon Zero Dawn. Действие комикса происходит после завершения Horizon Zero Dawn и до начала Horizon Forbidden West; Элой выступает в роли соратницы главной героини Таланы, которая является второстепенным персонажем первой игры. С 2021 года теми же авторами выпускался второй комикс — «Horizon Zero Dawn. Освобождение» (англ. Horizon Zero Dawn: Liberation), в котором Элой также присутствует; в этом комиксе раскрываются некоторые ранее неизвестные подробности событий, происходящих в игре Horizon Zero Dawn.
В феврале 2023 года был выпущен спин-офф серии Horizon — игра Horizon Call of the Mountain, в которой Элой появляется в качестве камео. В другом спин-оффе в рамках серии — Lego Horizon Adventures, который основан на сюжете Horizon Zero Dawn и выпущен в 2024 году, — внешний вид Элой воспроизведён в сеттинге Lego, и девушка является главным героем и игровым персонажем.
Также Элой появляется в некоторых компьютерных играх, не относящихся ко вселенной Horizon. В Genshin Impact она была введена, начиная с версии 2.1, как бесплатный игровой персонаж. У героини пять звёзд редкости, её элемент — крио. Элой также стала доступна в Fortnite: Battle Royale в качестве персонажа серии «Легенды видеоигр»; добавлен в том числе специальный режим, где в качестве напарницы Элой выступает Лара Крофт. В Monster Hunter: World героиня была введена как игровой персонаж эксклюзивно для платформы PlayStation 4.

## Характер и образ
«Визор позволяет Элой видеть части мира, недоступные другим, и внушает ей твёрдую веру в то, что в жизни есть нечто большее, чем то, во что предпочло верить её племя, избегающее технологий».
По мнению сценариста и нарративного директора Horizon Zero Dawn Джона Гонзалеса, у Элой сложные чувства к своему племени. Девушка даже не уверена, что там для неё подходящее место, однако Нора — это единственные люди, которых она когда-либо знала к началу основных событий игры. Элой не может не мечтать о том, чтобы быть принятой в сообщество, но в то же время ненавидит это сообщество за плохое обращение с ней со стороны этих людей. Героиня не всегда быстро соглашается с тем, что делает и требует от неё племя: из-за своего воспитания она более прагматична, поскольку воочию убедилась в том, что обычаи Нора несправедливы. Гонзалес считает, что обстоятельство нахождения Элой в качестве изгоя является преимуществом для игрока, поскольку девушка смотрит на мир с позиции постороннего — и именно с такой позиции смотрит на происходящее игрок, когда начинает играть в игру.
По словам Гонзалеса, поскольку в детстве у Элой был только Раст, и ей приходилось заботиться, главным образом, о самой себе, героине свойственна независимость, самоуверенность, мужественность и своего рода незаинтересованность в комфорте. Однако трудное детство не сделало её обиженной на жизнь; напротив, героиня стала добрее к людям. Элой свойственно сострадание, которое происходит из душевных ран, вызванных изгнанием из племени. Это сострадание проявляется в готовности героини помогать людям, которых она встречает по пути, причём она готова делать это даже в ущерб себе. Гонзалес отмечает, что девушка не может не быть тронута страданиями других, поскольку сама много страдала. По словам сценариста, сами по себе тёплые взаимоотношения Элой и Раста также являются причиной, по которой Элой может относиться к другим людям с симпатией и может проявлять желание заботиться о них.
Что касается отношения Элой к машинам, на которые она охотится, Гонзалес подчёркивает, что в душе Элой — охотник и имеет исключительно охотничье уважение к своей добыче. Девушка считает, что становление машин всё более опасными со временем — это очень плохо, поскольку является нарушением естественного порядка вещей в мире. Старший продюсер Horizon Zero Dawn Самрат Шарма так охарактеризовал Элой и мир, в котором она живёт: «она ловко обращается с луком, храбра в бою, но над ней возвышаются машины — доминирующий вид». По его словам, несмотря на все качества, характеризующие Элой как сильного персонажа, девушка остаётся уязвимой для окружающего мира.
Игра Horizon Forbidden West рассказывает о превращении Элой из изгоя-одиночки в человека, имеющего надёжных друзей и больше не чувствующего себя одиноким. По словам старшей сценаристки игры Энни Китейн, Элой во время своего путешествия пытается во всём соответствовать своей «матери» Элизабет, о которой она узнала в игре Horizon Zero Dawn. Сценаристы пытались соединить стремление героини оставаться независимой с её желанием налаживать связи с другими людьми. По словам нарративного директора Horizon Forbidden West Бена МакКоу, важнейшим соратником Элой является её соплеменник Варл, который присоединяется к ней в начале игры. Поэтому внезапная смерть Варла становится трагедией для героини и является «нижней точкой» приключений Элой в рамках сиквела. Как отмечает журнал Wired, образ Беты внезапно очень контрастирует с образом Элой: там, где главная героиня дерзкая и решительная, Бета кроткая, тихая и напуганная. По словам Китейн, Бета символизирует все конфликты Элой, связанные с желанием главной героини быть похожей на Элизабет, желанием общаться с другими людьми, но чувством своей изолированности. К концу игры протагонистке, как она сама заявляет в финальной кат-сцене, удаётся решить свою проблему чувства одиночества. Говоря о продолжении приключений Элой в будущих историях в интервью сайту IGN, МакКоу сообщил лишь то, что героине «ещё есть куда расти».
Рассуждая о взаимоотношениях Элой и Сейки в дополнении Horizon Forbidden West: Burning Shores, Бен МакКоу и Энни Китейн отмечали, что разработчики видели в Сейке ключ к дальнейшему развитию характера Элой. Главная героиня уже избавилась от чувства эмоциональной отстранённости, доверившись своим друзьям и «сестре» Бете; теперь, по мнению сценаристов, Элой могла «начать исследовать другие чувства и другие эмоции, которые она до сих пор игнорировала или отодвигала в сторону, чтобы сосредоточиться на своей миссии». Разработчики пытались сделать Сейку тем человеком, которого Элой «действительно могла уважать на совершенно новом уровне», и попытались воспроизвести в Сейке «отголоски прошлого Элой и её характера». Они придали новому персонажу такой же драйв, физические способности и силу личности, какие имеет сама Элой. За время совместных приключений отношения между Элой и Сейкой выходят за рамки простого сотрудничества, становясь всё более тёплыми. По словам МакКоу, романтический интерес Элой к другому человеку становится следующим шагом после того, как она перестаёт чувствовать себя изгоем. В концовке дополнения Burning Shores Элой может на прощание поцеловаться с Сейкой либо выразить свою неготовность к романтическим отношениям; оба этих варианта, по словам нарративного директора, отражают различные аспекты психики Элой.

## Создание персонажа

### Образ

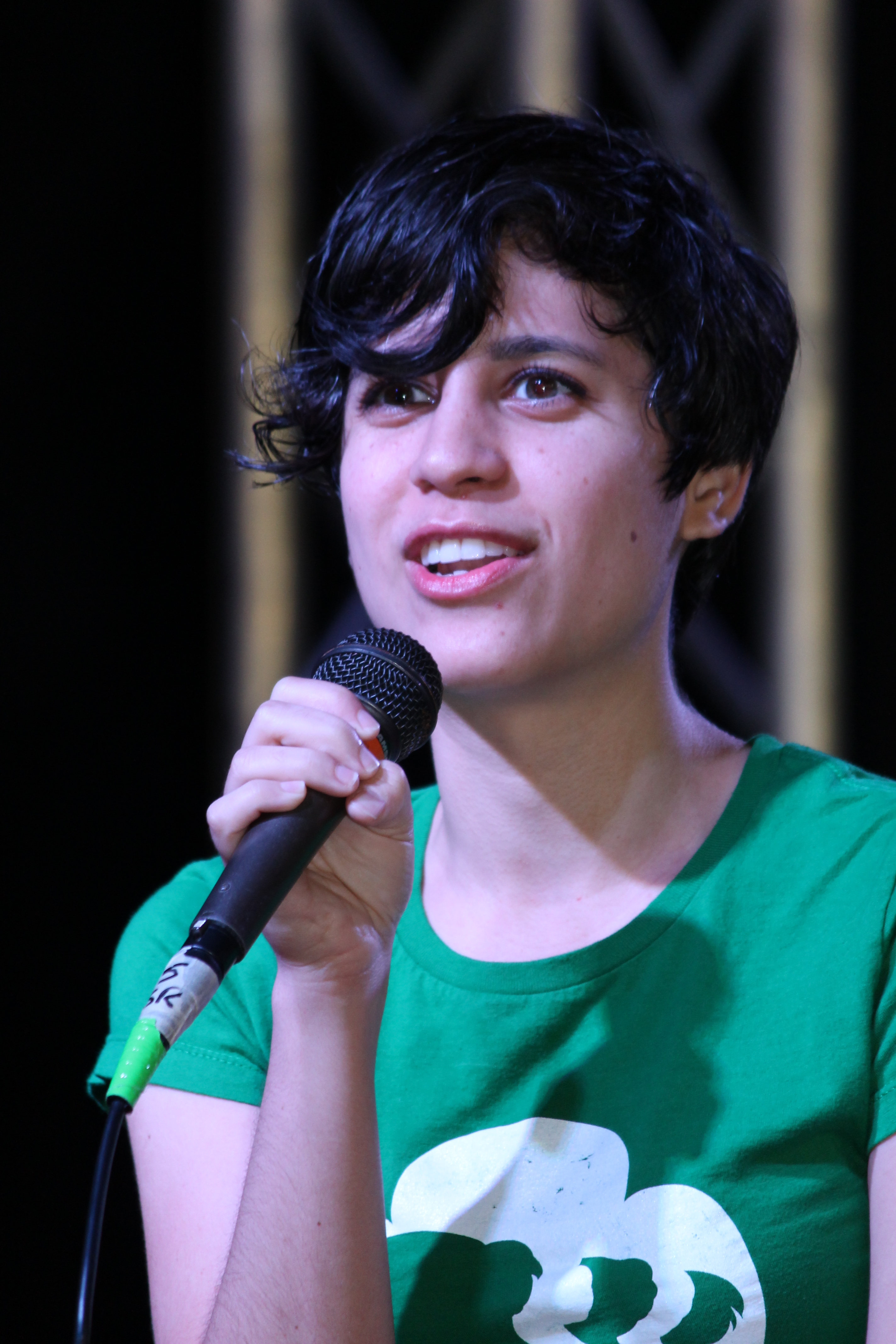
Эшли Бёрч исполняла роль Элой и озвучивала её на английском языке

Элой была придумана разработчиками Horizon Zero Dawn — нидерландской студией Guerrilla Games — вследствие решения арт-директора Жана-Барта ван Бика сделать главным героем игры именно женского персонажа. Такое решение было принято ещё на раннем этапе разработки концепции игры — в 2010 году. После разработки серии игр Killzone сотрудники Guerrilla Games хотели отдохнуть от «гибели и мрака» и создать игру, связанную с «красотой восстановления». В рамках этой концепции разработчики решили уйти от кричаще мужского стиля Killzone и подчеркнуть в главном герое новой игры героическую женственность. Команда поставила перед собой задачу создать сильного, живого и увлекательного женского персонажа, обладающего своей личностью, конфликтами, желаниями и целью, которой он пытается достичь на протяжении всего повествования. Однако, по словам бывшего президента SIE Worldwide Studios Сюхэя Ёсиды, идея создать ещё одного сильного женского персонажа в дополнение к уже представленным в игровой индустрии (таким как, например, Лара Крофт) рассматривалась издателем излишне рискованной, в результате чего вначале игра была подвергнута тщательному рыночному тестированию, которое, тем не менее, завершилось успешно.
Сценарист и нарративный директор Horizon Zero Dawn Джон Гонзалес вспоминает, что разработчики хотели, чтобы персонаж имел большое количество тактических возможностей, и поэтому для них было очевидно, что Элой вырастет в дикой природе и станет частью охотничьего племени. По словам руководителя проекта Матийса де Йонга, в качестве источников вдохновения для создания сильного женского персонажа в лице Элой разработчики рассматривали Сару Коннор из фильма «Терминатор», Эллен Рипли из «Чужого» и Игритт из «Игры престолов». Эффектные рыжие волосы героини также были запланированы с самого начала: по словам ван Бика, они должны были привлекать внимание подобно волосам диснеевской принцессы. В изначальной концепции ван Бика прототипом внешности Элой служила Шэрон Монтгомери из фильма «Чёрная дыра» 2000 года, сыгранная Клаудией Блэк; концепт-арт Элой в таком исполнении был опубликован в номере журнала Edge за сентябрь 2015 года. В итоге моделью для создания внешности Элой стала голландская актриса Ханна Хукстра: она была предложена директором по диалогам Йохеном Виллемсеном, который во время болезни был у себя дома, где шли нидерландские фильмы, увидел в них эту актрису и сразу решил, что её лицо — самое подходящее для Элой. Хукстра согласилась стать такой моделью.
Нарративным директором второй игры — Horizon Forbidden West — стал Бен МакКоу. Сценаристы работали над сюжетом игры и над квестами, собираясь в формате, похожем на комнату писателей: например, несколько сценаристов могли работать над одной сценой, но каждый брал себе одного персонажа в рамках этой сцены. Проблемными ситуациями при создании характера Элой в Horizon Forbidden West были сочетание стремления героини оставаться независимой с её желанием налаживать связи с другими людьми, а также взаимоотношения Элой и Беты; однако Бен МакКоу и старшая сценаристка Энни Китейн считают, что команда хорошо справилась с решением этих проблем. В должности ведущего дизайнера персонажей остался Бастьен Рамисс, который работал над Элой с первого дня. Он отметил, что, благодаря новой, более мощной платформе PlayStation 5, для которой игра разрабатывалась в том числе, появилась возможность делать персонажей более детализированными и реалистичными. По словам дизайнера, в сравнении с первой игрой, в Horizon Forbidden West был графически улучшен дизайн Элой: были добавлены мелкие детали типа волосяного пушка, было повышено качество текстур, плавность граней и реалистичность материалов, а также была улучшена лицевая анимация за счёт увеличения количества соединений костей. Кроме того, была детализирована одежда Элой.

### Актёры
На оригинальном — английском — языке взрослую Элой озвучила американская актриса Эшли Бёрч. По словам старшего продюсера Horizon Zero Dawn Самрата Шармы, для озвучивания Элой разработчики искали актрису, которая могла бы передать и силу, и уязвимость, и любопытство Элой; по словам нарративного директора Horizon Zero Dawn Джона Гонзалеса, голос актрисы должен был передавать невероятную стойкость и выдержку, интеллект и красноречивое остроумие, а также скрытую уязвимость и раны, полученные Элой за время её изгойства. В итоге Бёрч, по мнению команды, идеально подошла на эту роль.
При разработке официального дополнения Horizon Zero Dawn: The Frozen Wilds, а также игры Horizon Forbidden West Эшли Бёрч не только озвучивала Элой, но и являлась актрисой, с которой осуществлялся захват движений героини. По словам Эшли Бёрч, работа над первым из этих продуктов стала для актрисы первым, совершенно новым опытом захвата движения. Бёрч столкнулась с неловкой ситуацией, когда чувствовала связь с Элой и уже хорошо её знала, но при этом не умела двигаться так, как двигается героиня в оригинальной Horizon Zero Dawn. По этой причине актрисе пришлось тренировать походку и движения Элой, смотреть видео, в которых присутствует героиня, заставлять Элой бегать непосредственно в игре, а также изображать персонажа перед друзьями и просить их критики. Движения Элой для оригинальной игры Horizon Zero Dawn также записывались с помощью захвата движений, однако роль героини исполняли другие актёры — в частности, Аманда Пьери. Соучредитель Guerrilla Хермен Хюльст упоминал, что для захвата движения Элой в Horizon Zero Dawn использовалась актриса, владеющая паркуром.
В испанской версии обеих игр героиню озвучила испанская актриса Мишель Дженнер. Японский дубляж Элой в обеих играх исполнила японская певица и сэйю, член поп-группы Sphere Аяхи Такагаки. На итальянском языке героиню озвучила актриса дубляжа Мартина Фелли, которая в результате своей работы над первой игрой одержала победу на итальянском национальном фестивале дубляжа Voci nell’Ombra 2017 года в номинации видеоигр. На польском языке персонажа озвучила Юлия Колаковска-Бытнер, на немецком в Horizon Zero Dawn героиня была озвучена Джулией Каспер. На русском языке Элой в Horizon Zero Dawn и Horizon Forbidden West, включая дополнения, озвучила актриса Мария Иващенко.
Сцены из детства героини озвучивались другими актёрами: так на английском языке юную Элой озвучила Ава Поттер. Звуки, издаваемые Элой в младенчестве, записывались с трёхмесячной дочерью старшего звукорежиссёра игры Лукаса ван Толя: это происходило в течение нескольких дней дома у семьи, где отец девочки устроил небольшую площадку для аудиозаписи рядом с её манежем.

## Восприятие

### Рейтинги и популярность

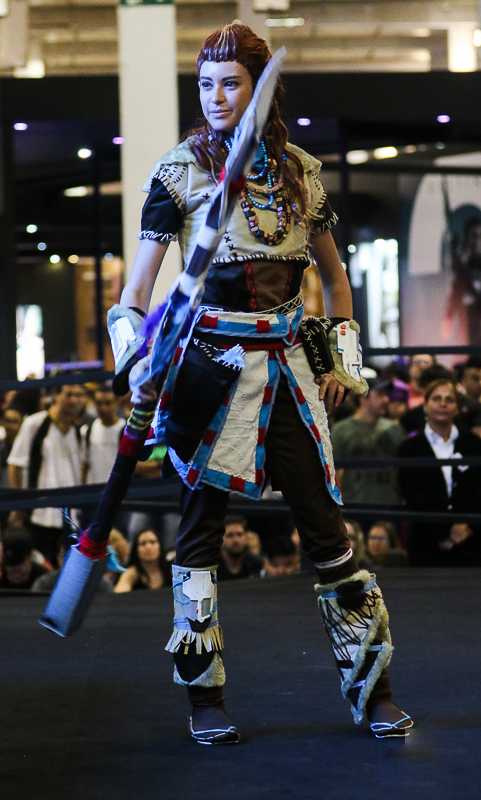
Косплей Элой

Издание Polygon включило Элой в список 70 лучших персонажей компьютерных игр 2010-х. Журнал Paste включил Элой в список лучших игровых персонажей 2017 года; автор статьи отметил, что с точки зрения изображения женской силы Элой является одной из лучших героинь, которых он когда-либо видел в играх. В 2021 году TheGamer поставил Элой на 4 место в рейтинге «10 культовых персонажей видеоигр последнего десятилетия» за сильный характер и «способность действовать решительно в сложных ситуациях»; Майкл Карусо, опубликовавший материал на эту тему, отметил, что «Horizon Zero Dawn — сам по себе шедевр, но Элой делает его ещё лучше», а потому героиня является весьма узнаваемой в сообществе PlayStation. Некоторые другие журналисты также характеризовали Элой как культового персонажа, называли её одной из самых узнаваемых героинь видеоигр и маскотом PlayStation.

### Элой вHorizon Zero Dawn

#### Общие оценки
Внешность, характер и исполнение Элой в Horizon Zero Dawn были, в основном, положительно оценены многими журналистами и критиками общетематической и игровой прессы по итогам обзоров игры. Издания Forbes, Evening Standard и DTF выразили мнение, что Элой суждено стать игровым талисманом наряду с Нейтаном Дрейком и Кратосом. Сэм Мачкович в своей рецензии для сайта Ars Technica написал, что сочетание силы и характера Элой делает её «следующим великим героем индустрии». С другой стороны, Олег Зайцев от российского портала Riot Pixels сомневался, что Элой подходит на роль символа PlayStation.
Издания The Guardian, GameStar, IGN Nordic и Edge называли Элой симпатичным, очаровательным и правдоподобным персонажем. По мнению рецензента от французского игрового сайта Jeuxvideo.com, разработчики относились к Элой очень бережно, и она «ужасно мила». Рецензент от американского игрового сайта GameRevolution признался, что прослезился от радости во время вступительных миссий Horizon Zero Dawn, наблюдая, как Элой помоложе превращается в «отважную охотницу». Нейт Краули от великобританского игрового сайта Rock, Paper, Shotgun написал, что Элой — одна из немногих главных героинь игры, в которых он когда-либо чувствовал искреннюю заинтересованность и которыми был тронут.

#### Характер и образ
Некоторые рецензенты отметили в качестве достоинства Horizon Zero Dawn особенности истории и характера Элой, приводящие к тому, что игрок начинает переживать о происходящих событиях вместе с главной героиней. Александр Киселёв в своей рецензии для российского журнала «Мир фантастики» называет Элой «обаятельной» и указывает, что во время игры с ней «быстро выстраивается психологическая связь, и это создаёт сильный эффект погружения». Зо Делаханти-Лайт от сайта GamesRadar считает, что Элой не является просто фигуркой-помощником в ролевой игре, а обладает своим характером и создаёт у игрока ощущение, что он «объединился с кем-то амбициозным и умным».
Элой была охарактеризована некоторыми рецензентами как интересный персонаж с точки зрения характера и образа. Дэйв Мейклехэм в рецензии для GamesMaster выразил мнение, что Элой более многогранна эмоционально, чем почти любой персонаж игр, за исключением Джоэла и Элли из The Last of Us, поскольку, по словам рецензента, характер Элой сочетает в себе «боль и надежду, энергичность и неохотность (англ. reluctant), раздражение и понимание». Также Мейклехэм назвал Элой «парадоксом сострадания». Жюльен Шиз от французского игрового сайта Gameblog охарактеризовал Элой как «элегантную, сильную и человечную», гордую, но не впадающую в клише храброй главной героини. Стив Уоттс от игрового веб-сайта Shacknews охарактеризовал Элой как «полностью реализованного персонажа» и назвал её «скептичной, решительной, любопытной и беззастенчиво своенравной». По мнению Кристиана Куровского от немецкого ресурса Gameswelt, возможности выбора одной из трёх эмоций в некоторых диалогах «тонко помогают придать героине эмоциональный оттенок». Джефф Герстманн в своей рецензии для американского игрового сайта Giant Bomb назвал «свежим» образ Элой как персонажа, который «должен попытаться объяснить передовые технологии кучке религиозных фанатиков, которые думают, что она — либо второе пришествие, либо сам демон». Люси О’Брайен от IGN Nordic отметила «остроумие, сдерживающее великодушный героизм» персонажа, а некоторые любимые игровые моменты журналистки, по её словам, были связаны с диалогами между персонажами, в которых Элой проявляет сарказм. Питер Браун от сайта GameSpot отметил развитие личности Элой в течение игры: по его мнению, девушка в течение своего пути «преображается во многих отношениях», и к концу игры удивительно осознавать, сколько уверенности и зрелости героиня приобрела за время своих приключений. По мнению Вадима Елистратова от российского сайта DTF, «поначалу Элой кажется плоской и непримечательной, но со временем к ней проникаешься большой симпатией»; критик отметил, что Элой «постепенно эволюционирует, становясь всё смелее в высказываниях и действиях».
С другой стороны, некоторые журналисты игровой прессы давали негативные оценки характеру Элой. По мнению Михаила Горбунова, рецензента российской версии сайта IGN, героине не хватает «внятности, чёткой линии поведения и развития». Критик посетовал на «непоследовательность и откровенную глупость» Элой, «сменяемую приступами рассудочности». Горбунова неприятно удивило то, что девушка, выросшая в замкнутой общине дикарей и даже среди них бывшая изгоем, может сначала называть наручные часы загадочным древним браслетом, а следом доказывать, почему Земля круглая. «То ли перед нами молодая девушка, то ли умудрённая годами женщина, то ли сельская дурочка, то ли самый образованный человек во всей ойкумене. Зависит не от того, как развивается персонаж, а от того, что в данный момент потребовалось сценаристу». В качестве одного из недостатков Horizon Zero Dawn обозревателем «IGN Россия» был указан «синдром Мэри Сью» у главной героини. Александр Купцевич от российского игрового сайта Playground.ru назвал Элой «королевой какого-то непонятного саркастического альтруизма» и выразил непонимание причин, по которым Элой помогает всем подряд, хотя недавно она была «со всеми на ножах». Михаил Шкредов в своей рецензии для сайта IXBT.games писал, что «Элой никак не определится, является ли она сильной, но ранимой девушкой или героиней боевика 90-х, отпускающей шутки в экстремальных ситуациях».

#### Сюжетная линия
Рецензент от американского журнала Forbes Пол Тасси проанализировал Элой с точки зрения повествования. Он подчеркнул, что история Элой не соответствует арке «девочка должна стать женщиной», свойственной Ларе Крофт. Обозреватель отметил, что Элой после короткой тренировки в детстве становится «крутой» (англ. badass) и остаётся таковой на протяжении всей игры, и чем больше героиня старается во благо борьбы с угрозами, тем больше этой характеристике соответствует восприятие её окружающими. Пол Тасси в качестве точек, где Элой «сияет» больше всего, отметил начало игры (когда героиня в своей роли изгоя пытается проявить себя и когда показаны её трогательные отношения со своим приёмным отцом), а также период сюжета ближе к концу, когда героиня находится «на пути к тому, чтобы стать королевой-воином, спасающим мир»; середина же, по мнению критика, не так интересна. Рецензент считает, что Элой не хватает осмысленных взаимоотношений с другими людьми на протяжении всей игры вплоть до конца, когда она сплачивает всех союзников против общей угрозы, поэтому история Элой во время игры может иногда казаться «довольно пустой». По мнению журналиста американской газеты The Washington Post Кристофера Бёрда, история Элой соответствует классической арке развития персонажа «от аутсайдера к высшему инсайдеру». Бен Сильверман в своей рецензии для американского издания Yahoo! Finance охарактеризовал восхождение Элой от изгоя к герою ничем не примечательным на бумаге, но высоко оценил реализацию этой арки в игре «благодаря тому, как ловко разработчики вплетают сюжетные моменты в развитие героини». Николас Рэнсботтом в своей рецензии для игрового сайта RPGFan выразил мнение, что сюжетная линия Элой является «самой сильной» в игре, эта линия последовательна на протяжении всего повествования, и сценаристы, по мнению обозревателя, «проделали отличную работу», убедившись, что Элой «растёт и взрослеет тем образом, который кажется органичным». Вадим Елистратов от российского сайта DTF посчитал, что одной из самых удачных находок разработчиков игры является мотивация главной героини: по его мнению, Элой не является типичным спасителем мира, поскольку «прежде всего ей движет эгоистичное желание узнать о своём происхождении — выяснить, кто её родители и почему они её бросили».
Ряд журналистов игровых изданий по итогам прохождения Horizon Zero Dawn публиковал отдельные статьи о своём впечатлении от Элой. Например, Питер Тиерияс от Kotaku выразил восхищение персонажем, обнаружив непокрытую квестами сцену, в которой героиня разговаривает с могилой своего приёмного отца Раста. По мнению журналиста, в этот момент отношения Элой и Раста кажутся максимально реалистичными, а трагические эмоции Элой — максимально осязаемыми и трогательными. Журналистка GamesRadar Сэм Ловеридж призналась, что история Элой, пытающейся узнать о своём происхождении, вдохновила её саму начать поиски своих биологических родителей. Напротив, Малинди Хетфилд в своей статье для сайта Polygon хотя и назвала Элой «вдохновляющей и очаровывающей», но отметила, что героиня при всей её безупречности «не вызывает особого доверия», и сравнила её с некоторыми женскими героями Horizon Zero Dawn второго плана — обычными людьми, которые не обладают «супергеройскими» способностями, но при этом остаются сильными, амбициозными женщинами и производят впечатление.

#### Визуализация
Великобританский игровой журнал Edge в своей рецензии Horizon Zero Dawn назвал Элой «очаровательной» главной героиней, отметив, что она «прекрасно анимирована, и во всех её движениях чувствуется связь с миром [игры]». По мнению обозревателя немецкого издания Gameswelt Кристиана Куровского, разработчики уделяли лицу Элой значительно больше внимания по сравнению с лицами многих других персонажей. Некоторым журналистам понравились волосы Элой: так, Дэйв Мейклехэм от великобританского журнала GamesMaster выразил мнение, что Элой одержала верх над Ларой Крофт в том, чтобы претендовать на звание лучшей причёски в видеоиграх, и назвал локоны Элой «удивительными»; Мэтт Бухольц от американского журнала Electronic Gaming Monthly назвал волосы Элой одним из «завораживающих» факторов Horizon Zero Dawn.
Противоположного мнения относительно внешности Элой придерживалась рецензентка российского журнала «Игромания» Светлана Нелипа. По её мнению, Элой не может соперничать с главными героинями других игр по внешности: «некрасивая, какая-то неуклюжая, на голове пакля, на ногах нечто несуразное, да и вообще недоразумение рыжее». Также многие рецензенты отмечали проблемы с лицевой анимацией всех персонажей Horizon Zero Dawn, включая Элой, во время диалогов.

#### Озвучивание и дубляж
Работа Эшли Бёрч над озвучиванием Элой на английском языке получила положительные отзывы прессы. Рецензенты называли озвучивание Элой умелым, живым и эмоционально глубоким. Сэм Мачкович от сайта Ars Technica считает, что данная работа Эшли Бёрч заслуживает такой же похвалы за влияние на игру, как усилия разработчиков, ответственных за лучшие аспекты Horizon Zero Dawn — визуализацию игрового мира и боевую систему; по мнению Кристофера Бёрда от американской газеты The Washington Post, Бёрч придаёт Элой «милую теплоту и скепсис»; Крис Картер от сайта Destructoid написал, что Эшли Бёрч удалось дать Элой «немного больше искры», чем это удалось бы среднестатистическому актёру озвучивания.
Светлана Нелипа от журнала «Игромания» сравнила русскоязычное озвучивание Элой в Horizon Zero Dawn с оригинальным: по её мнению, русскоязычный голос героини «более юный и мягкий», что дополняет её образ, и её эмоции легче прочувствовать. Другие рецензенты высказывались не об озвучивании конкретно Элой, но о дубляже игры в целом: Александр Логинов от издания GameMAG посчитал, что игра по русскоязычному актёрскому составу ничем не уступает таковому в игре «Ведьмак 3: Дикая Охота»; обозреватели же от Playground.ru и «Навигатора игрового мира» оценивали русскоязычный дубляж негативно, называя его безэмоциональным. Немецкие издания GameStar и GamePro позитивно оценили немецкоязычное озвучивание.

### Элой вHorizon Forbidden West

#### Характер и образ
Образ Элой во второй игре, Horizon Forbidden West, вышедшей в 2022 году, получил как положительные, так и отрицательные отзывы прессы. Некоторые рецензенты называли Элой в сиквеле более интересным, захватывающим и глубоким персонажем, чем в первой игре, а также отмечали её сильную личность и раскованность в действиях и эмоциях. Евгений Пекло в своём обзоре игры для российского журнала «Мир фантастики» охарактеризовал Элой как «умную, харизматичную и целеустремлённую героиню, портрет которой хочется повесить рядом с постерами Эллен Рипли и Сары Коннор». Ряд изданий позитивно оценил развитие личности героини в течение игры — в особенности то, как Элой проходит путь от одиночки до человека с настоящими друзьями. Редактор российского сайта Playground.ru отмечал, что разработчики «сделали Элой меньше девочкой и больше девушкой, за которой хочется наблюдать как за полноценным персонажем».
Другие рецензенты оценили Элой в Horizon Forbidden West негативно. Эти журналисты называли героиню скучной и не такой интересной, как окружающий её основной состав персонажей. Так Эш Пэрриш от американского сайта The Verge выражала мнение, что серьёзная, но отчуждённая натура Элой не вызывает симпатии: главная героиня всегда держит своих друзей на расстоянии вытянутой руки и не может тепло общаться или шутить с ними, в то время как её соратники подшучивают друг над другом и влюбляются друг в друга. Издания DTF и Riot Pixels указали на проявление архетипа Мэри Сью в характере Элой; издания Eurogamer и Edge называли характер героини «невыносимо высокомерным». Пресса отмечала также проблемы с проработкой Элой с сюжетной точки зрения: критики писали о том, что, несмотря на важность и безотлагательность основной миссии героини, у неё есть время на выполнение малозначимых побочных заданий, в рамках которых она серьёзно рискует жизнью. Джош Хармон в своей рецензии Horizon Forbidden West для американского журнала Electronic Gaming Monthly считает, что, в отличие от предыдущей игры, здесь Элой не обладает настоящей собственной сюжетной аркой: по словам журналиста, если прошлая игра рассказывала о превращении молодой девушки в сильную женщину, то в Forbidden West кажется, что разработчики не смогли понять, как эту линию продолжить.
Образ Элой и развитие её взаимоотношений с Сейкой в дополнении Burning Shores были положительно встречены изданиями GamePro, IGN, Hardcore Gamer и польской редакцией Eurogamer. Рецензенты отмечали, что в дополнении сделан акцент на рост личности Элой. Саймон Кэрди от IGN писал, что сюжет Burning Shores сосредотачивается «на человечности ситуации, ещё больше подчёркивая Элой как милого и интересного персонажа»; по мнению критика, если в оригинальной игре Элой училась работать с другими людьми, то в дополнении героиня «наслаждается плодами этих усилий благодаря её конкурентной, но постепенно смягчающейся динамике во взаимоотношениях с Сейкой». Рецензент считает, что в Burning Shores Элой предстаёт «в её самой интимной и правдоподобной форме». Элен Рейнке от немецкого сайта GamePro считает, что отношения Элой и Сейки «кажутся по-настоящему значимыми и придают истории необходимую эмоциональную глубину». С другой стороны, Крис ДеАнджелус от сайта WorthPlaying раскритиковал концовку дополнения за бессмысленность выбора, который необходимо сделать игроку в ней; рецензент считает, что хотя перед разработчиками стояла цель «очеловечить» Элой и дать ей возможность поучаствовать в приключениях с кем-то близким, результат не получился убедительным.

#### Визуализация
Издания «Мир фантастики», «Навигатор игрового мира», GameGuru и Jeuxvideo.com высоко оценили анимацию Элой в целом и её мимику и жесты в частности, хотя издание Ars Technica и отметило, что Элой всё же иногда «страдает от мельчайших признаков пластиковой лицевой анимации». Малинди Хетфилд от англоязычной версии сайта Eurogamer понравились изменения лица Элой в Horizon Forbidden West по сравнению с оригинальной игрой — а именно, «румяные щёки и красивые веснушки»; с другой стороны, Сергей Цилюрик от российского журнала «Игромания» негативно встретил данное нововведение, отметив, что с таким покрасневшим лицом «только с бутылкой в руках и фотографироваться». Сергей Косин от российского журнала «Навигатор игрового мира» при оценке внешности Элой назвал её «очаровашкой», однако отметил, что в кат-сценах лицо героини приобретает черты, «неуловимо напоминающие курицу из мультфильма „Побег из курятника“».
На этапе разработки Horizon Forbidden West игроки, рассматривая внешний вид Элой в промоматериалах будущей игры, обратили внимание на слегка изменённые очертания щёк героини, которые показались им более пухлыми, чем в предыдущей игре. Геймеры выдвигали различные мнения о причинах такого внешнего вида: от решения разработчиков следовать в новой игре популярному движению бодипозитива — до простой игры освещения и ракурсов камеры. Проблема породила множество интернет-мемов, а также удостоилась упоминаний в профильной игровой прессе при рецензировании уже вышедшей игры. Егор Бабин в своей рецензии Horizon Forbidden West для российского сайта GameGuru обратил внимание на увеличенную челюсть и щёки Элой, однако, по мнению рецензента, «она из-за этого совершенно не комплексует и стала только грациознее двигаться».

#### Актёрская игра и дубляж
Саймон Кэрди в своей рецензии Horizon Forbidden West для IGN похвалил актёрскую игру Эшли Бёрч, которая, по его словам, исполняет роль Элой с впечатляющей уверенностью, «демонстрируя силу в громкие, поворотные моменты, но также отличаясь выразительностью и во время более спокойных, душевных событий». Издания GameSpot, IGN, Hardcore Gamer и австралийская редакция Kotaku восторженно оценили актёрскую работу Эшли Бёрч в тандеме с Кайли Лией Пейдж, сыгравшей Сейку, в дополнении Burning Shores: так, по мнению Стива Уоттса от GameSpot, выражение лица Элой «демонстрирует шокирующее количество бессловесных эмоций, когда она распознаёт и сортирует свои чувства», а Лорен Роуз от Kotaku назвала игру Бёрч «аутентичной и очаровательной».
Евгений Пекло от журнала «Мир фантастики», сделав сравнение русского дубляжа с оригиналом в Horizon Forbidden West, назвал «безэмоциональным» русский дубляж героини (как и остальных персонажей), в то время как англоязычные голоса были встречены критиком более позитивно. Стефано Сильвестри в своём обзоре Horizon Forbidden West для итальянской версии сайта Eurogamer назвал итальяноязычный дубляж Элой «отличным». Лукаш Голабёвски от польского сайта Komputer Świat также выразил мнение, что актриса польского дубляжа Элой справилась со своей работой отлично.

### Восприятие с социальной точки зрения
Элой характеризовалась некоторыми журналистами как образцовый персонаж с точки зрения феминизма. Хейли Уильямс от Kotaku описывала Элой как «несексуального», прогрессивного и сильного женского персонажа, носящего практичную одежду и не стесняющегося ломать сексистские устои, распространённые за пределами её племени. По мнению журналистки, в отличие от ряда других игр, главной героине Horizon Zero Dawn не приходится быть «женщиной, которая пытается изо всех сил пробиться в мужском мире». Элой «приходится преодолевать бремя изгоя в племени традиционалистов», но у героини получается достигать этой цели «без того, чтобы сценарий снова и снова привлекал внимание к её женственности». Сэм Ловеридж в своей статье для издания The Guardian на этапе анонса Horizon Zero Dawn называла игру «феминистским экшном», характеризовала Элой как «несексуализированного» персонажа и приводила её в качестве противоположности женственной Ларе Крофт. Похожего мнения накануне выхода Horizon Forbidden West придерживался и колумнист издания Bloomberg Opinion Тэ Ким: он положительно оценил непохожесть Элой на супермодель и назвал Horizon Zero Dawn тем редким случаем на современном рынке компьютерных игр, когда главная героиня не сексуализирована.
Вадим Елистратов в своей рецензии Horizon Zero Dawn для российского сайта DTF называл Элой «одним из лучших женских персонажей в играх за многие годы» за то, что «разработчики совсем не акцентируют внимание на её половой принадлежности». Рецензент подчёркивал, что «в Horizon [Zero Dawn] нет девчачьих тем и натужных романтических линий, а Элой не приходится доказывать всем, что девушка тоже может спасти мир. Она просто делает это — без дополнительных реверансов». Великобританский игровой журнал Edge отмечал, что Элой — убедительная главная героиня женского пола, обладающая чертами характера и положением, которыми в играх чаще всего обладают мужчины, несмотря на то, что в реальности сильный характер человека не зависит от его пола. По мнению редакции журнала, Элой относится к тому типу влиятельных женских персонажей, который следует воплощать в том числе и другим разработчикам игр. Журналисты издания выразили надежду, что коммерческий успех Horizon Zero Dawn поспособствует тому, чтобы издатели перестали относиться с опасениями к идее сильного женского главного героя в играх подобно тому, как Sony опасалась делать Элой главным героем на этапе разработки Horizon Zero Dawn.
Романтические отношения Элой с девушкой Сейкой в дополнении Burning Shores к игре Horizon Forbidden West вызвали бурную реакцию игроков, которые заподозрили героиню в том, что она является лесбиянкой. Пол Тасси от американского журнала Forbes считает, что Элой стала самым известным гей-персонажем, являющимся главным героем игры, с тех пор как таковым стала Элли из The Last of Us. Факт нетрадиционной сексуальной ориентации Элой журналист назвал довольно важным для ЛГБТ-представительства в играх. Кеннет Шепард от американского сайта Kotaku был разочарован, что ориентация Элой «не была выражена» в основной игре Horizon Forbidden West, ограничившись только дополнением, и сравнил этот факт с раскрытием ориентации Элли в дополнении The Last Of Us: Left Behind. Многие игроки, однако, остались недовольны наличием в игре поцелуя Элой и Сейки, в связи с чем обрушили рейтинг Burning Shores на агрегаторе рецензий Metacritic в первые дни после выхода дополнения.

### Награды и номинации
Элой в Horizon Zero Dawn и Horizon Forbidden West удостоилась нескольких премий в области искусств и номинаций на них. Большинство упоминаний заслужила Эшли Бёрч своей актёрской игрой при исполнении роли героини.
| Год  | Награда                                                 | Категория                                                                                           | Кто номинировался                                                     | Результат | Примечания              |
| ---- | ------------------------------------------------------- | --------------------------------------------------------------------------------------------------- | --------------------------------------------------------------------- | --------- | ----------------------- |
| 2017 | Golden Joystick Awards 2017                             | Лучшее исполнение роли в игре (англ. Best Gaming Performance)                                       | Эшли Бёрч за исполнение роли Элой в Horizon Zero Dawn                 | Победа    | [ 202 ]                 |
| 2017 | The Game Awards 2017                                    | Лучшая актёрская игра (англ. Best Performance)                                                      | Эшли Бёрч за исполнение роли Элой в Horizon Zero Dawn                 | Номинация | [ 203 ]                 |
| 2017 | Национальный фестиваль дубляжа Voci nell’Ombra (Италия) | Золотое кольцо за лучший дубляж видеоигры (итал. Anello d’Oro al Miglior Doppiaggio di Videogiochi) | Мартина Фелли за дубляж Элой на итальянском языке в Horizon Zero Dawn | Победа    | [ 112 ]                 |
| 2018 | D.I.C.E. Awards 2018                                    | Выдающийся персонаж (англ. Outstanding Achievement in Character)                                    | Элой в Horizon Zero Dawn                                              | Номинация | [ 204 ] [ 205 ] [ 206 ] |
| 2018 | Премия NAVGTR 2017                                      | Исполнение в драме, главная роль (англ. Performance in a Drama, Lead)                               | Эшли Бёрч за исполнение роли Элой в Horizon Zero Dawn                 | Номинация | [ 207 ]                 |
| 2018 | Премия Британской Академии в области видеоигр 2018      | Исполнитель роли (англ. Performer)                                                                  | Эшли Бёрч за исполнение роли Элой в Horizon Zero Dawn                 | Номинация | [ 208 ] [ 209 ]         |
| 2022 | The Game Awards 2022                                    | Лучшая актёрская игра (англ. Best Performance)                                                      | Эшли Бёрч за исполнение роли Элой в Horizon Forbidden West            | Номинация | [ 210 ]                 |
| 2023 | D.I.C.E. Awards 2023                                    | Выдающийся персонаж (англ. Outstanding Achievement in Character)                                    | Элой в Horizon Forbidden West                                         | Номинация | [ 211 ] [ 212 ]         |

### Комментарии
1. ↑  В то время как в русскоязычной локализации Horizon Zero Dawn названия Геи и Аида пишутся прописными буквами, в Horizon Forbidden West эта практика была отменена, и эти названия пишутся как обычные имена. Названия других подсистем Геи в разных случаях могут отображаться прописными буквами либо как обычные имена.
2. ↑  Об этом сообщается, например, в диалоге в начале квеста «Жажда охоты», а также в диалоге перед заездом в Безводье.
3. ↑  Перевод реплики Элой в цитате соответствует официальной русскоязычной локализации — Horizon Forbidden West, квест «Сумеречный путь».